# 76e corps d'armée
Pour les articles homonymes, voir 76e corps.
Le 76e corps d'armée (en allemand:LXXVI. Armeekorps) était un corps d'armée de l'armée de terre allemande: la Heer au sein de la Wehrmacht pendant la Seconde Guerre mondiale.

## Hiérarchie des unités
| Nom          | Nbre d'hommes       | Unités subalternes                | Grade de commandement                 |
| ------------ | ------------------- | --------------------------------- | ------------------------------------- |
| Heeresgruppe | + 300 000           | 2 à + Armeen (Armées)             | Generaloberst ou Generalfeldmarschall |
| Armee        | + 100 000 - 300 000 | 2 à + Armeekorps (Corps d'armées) | General ou Generaloberst              |
| Armeekorps   | + 30 000 - 80 000   | 2 à + Divisionen (Division)       | Generalleutnant ou General            |
| Division     | + 10 000 – 20 000   | 2 à 6 Brigaden (Brigade)          | Generalmajor ou Generalleutnant       |
| Brigade      | + 3 000 – 5 000     | jusqu'à 3 Regimentern (Régiment)  | Oberst ou Generalmajor                |

## Historique
Le 76e corps d'armée allemand est formé le 9 juin 1943 en France.
Il est renommé Generalkommando LXXVI. Panzerkorps le 22 juillet 1943.

## Organisations

### Commandants successifs
| Date                           | Grade                    | Commandant    |
| ------------------------------ | ------------------------ | ------------- |
| 29 juin 1943 - 22 juillet 1943 | General der Panzertruppe | Traugott Herr |

### Chef des Generalstabes
| Date                           | Grade       | Commandant            |
| ------------------------------ | ----------- | --------------------- |
| Juillet 1943 - 22 juillet 1943 | Oberst i.G. | Henning-Werner Runkel |

### 1. Generalstabsoffizier (Ia)
| Date                        | Grade      | Commandant            |
| --------------------------- | ---------- | --------------------- |
| Juin 1943 - 22 juillet 1943 | Major i.G. | Carl-Gideon von Claer |

## Théâtres d'opérations
- France et Italie : Juillet 1943

### Rattachement d'Armées
| Date    | Armée   | Groupe d'Armées |
| ------- | ------- | --------------- |
| 1943    |         |                 |
| Juillet | Réserve | Heeresgruppe C  |

### Unités organiques
- Korps-Nachrichten-Abteilung 476
- Korps-Nachschubtruppen 476

## Sources
- (de) LXXVIe Armeekorps sur lexikon-der-wehrmacht.de